# Google's Ideological Echo Chamber
La "Google's Ideological Echo Chamber" (in italiano: "La Camera dell'eco ideologica di Google") è un memorandum, datato luglio 2017, noto anche come "Google memo", redatto dall'ex ingegnere di Google, James Damore. Nel documento, Damore critica le politiche di discriminazione positiva adottate da Google per promuovere la diversità di genere nell'ambiente lavorativo. Damore sostiene che, pur riconoscendo l'esistenza della discriminazione, le preferenze e abilità di uomini e donne differiscano in parte per ragioni biologiche, e che tali differenze possano contribuire alla disparità di genere nel settore tecnologico. Propone inoltre diversi metodi alternativi alla discriminazione positiva per favorire la diversità sul posto di lavoro.
In seguito alla pubblicazione del documento, il CEO di Google, Sundar Pichai, rispose che parte del memorandum "promuove pericolosi stereotipi di genere" e licenziò Damore, motivando la decisione con la violazione del codice di condotta aziendale.
Il memorandum e il licenziamento di Damore hanno sollecitato un'ampia discussione sui mass media.

## Il memorandum
James Damore fu motivato a scrivere il memorandum dopo aver partecipato a un corso per i dipendenti di Google sulla diversità sul posto di lavoro, la cui retorica gli sembrò basata principalmente sul shaming (far vergognare) e sul politicamente corretto (ad esempio con frasi come: "No, non puoi dirlo, è sessista"). Damore ritenne che Google avesse chiuso ogni discussione costruttiva sulla diversità e che avesse adottato politiche di discriminazione inversa problematiche. Damore descrisse l'ambiente come una sorta di "setta", dove solo le opinioni approvate vengono ascoltate, mentre quelle contrarie vengono messe a tacere. Dopo aver cercato di discutere il problema con alcuni colleghi senza ottenere risposta, Damore scrisse il memorandum durante un volo diretto in Cina.
Il memorandum suggerisce che l'approccio di Google alla diversità di genere sia influenzato da un bias politico e che all'interno dell'azienda non sia possibile discuterne apertamente. Definendo questa cultura come una "camera dell'eco ideologica", il documento afferma che, pur essendo la discriminazione una realtà, non tutte le differenze tra uomini e donne sono dovute a essa. Inoltre, sostiene che contrastare la discriminazione con una "discriminazione inversa" rappresenti un approccio autoritario. Damore, facendo riferimento a ricerche scientifiche, suggerisce che le differenze di rappresentanza tra uomini e donne possano essere parzialmente spiegate da fattori biologici. Secondo Damore, le donne tendono in media ad avere un maggiore interesse per le persone rispetto alle cose, sono più socievoli, più artistiche e più inclini al "neuroticismo", cioè a soffrire di ansia e a tollerare poco lo stress. Il memorandum presenta diversi suggerimenti per sfruttare queste diversità femminili al fine di aumentare la rappresentanza delle donne nel settore tecnologico, senza ricorrere a discriminazione positiva. In particolare, propone di rendere l'industria del software più orientata alle persone, incentivando la collaborazione tra programmatori, e di attuare piani per ridurre lo stress dei dipendenti.

## Pubblicazione e licenziamento
Il Google memo, datato luglio 2017, fu inizialmente condiviso tramite una mailing list interna all'azienda. Il 5 agosto, il memorandum fu pubblicato da Gizmodo, sebbene senza i grafici e i collegamenti ipertestuali ai riferimenti scientifici utilizzati da Damore per sostenere le proprie argomentazioni. La diffusione del Google memo suscitò numerose polemiche sui social media e attirò critiche pubbliche da parte di diversi dipendenti di Google. Tuttavia, secondo Wired, i forum interni di Google mostrarono "ampio supporto" per Damore, il quale affermò di aver ricevuto numerosi ringraziamenti privati da altri dipendenti che temevano di esprimere il proprio parere apertamente.
Il 7 agosto dello stesso anno, Damore fu licenziato da Google.
L'8 agosto, Danielle Brown, direttore del comitato sulla diversità di Google, rispose al memorandum dichiarando: "Costruire un ambiente aperto e inclusivo significa anche promuovere una cultura in cui chi ha opinioni alternative, comprese quelle politiche, si senta sicuro nel condividerle. Tuttavia, ciò deve andare di pari passo con il principio di parità nell'impiego, come previsto dal nostro codice di condotta e dalle leggi anti-discriminazione". Il CEO di Google, Sundar Pichai, scrisse una nota ai dipendenti difendendo i commenti di Brown, ma aggiungendo che molti dei temi sollevati nel Google memo meritavano di essere discussi. Pichai spiegò: "Sostenere che il gruppo delle nostre colleghe abbia caratteristiche biologiche che le rendono meno portate al lavoro è offensivo... Allo stesso tempo, ci sono dipendenti che si chiedono se possano esprimere le proprie opinioni in sicurezza nel nostro ambiente di lavoro. Si sentono minacciati, e questo non è accettabile".
CNN Business descrisse l'incidente come "forse il più grande passo indietro rispetto a quella che è stata la promessa fondante di Google ai suoi dipendenti: la libertà di poter parlare liberamente di qualsiasi cosa".

## Damore dopo il licenziamento
In seguito al proprio licenziamento, Damore annunciò l'intenzione di intentare una causa legale contro Google.
In segno di supporto, Damore ricevette diverse offerte di lavoro: da Gab, un social network noto per la sua utenza di estrema destra, da Julian Assange, che gli propose un impiego a WikiLeaks, e da Ben Shapiro, che gli offrì un ruolo da editorialista.
Invece di rivolgersi immediatamente ai mass media più mainstream, Damore dichiarò di voler tenere la sua prima intervista sull'accaduto con personalità di YouTube che condividessero la sua posizione. Damore scelse di essere intervistato per la prima volta dallo youtuber e podcaster Stefan Molyneux e dallo psicologo Jordan Peterson. Successivamente, Damore rilasciò un'intervista a Bloomberg Technology.
Damore scrisse successivamente un op-ed per il Wall Street Journal, in cui descriveva in dettaglio la storia del memorandum e le reazioni di Google. Fu poi intervistato da Reason magazine, la sezione "IAmA" di Reddit, CNN, CNBC, Business Insider, e dal commentatore politico Ben Shapiro.

## Reazioni

### Il mondo scientifico
Alcuni scienziati hanno espresso forte supporto a Damore, dichiarando che le sue affermazioni scientifiche erano corrette. Tra questi, Steven Pinker, scienziato cognitivo e professore di psicologia all'Università di Harvard; Debra Soh, neuroscienziata del sesso alla York University di Toronto; Jordan Peterson, professore di psicologia all'Università di Toronto; Lee Jussim, professore di psicologia e sociologia alla Rutgers University; e Geoffrey Miller, professore di psicologia evoluzionista all'Università del Nuovo Messico.
Altri accademici hanno sostenuto che Damore si sia basato su ricerche scientifiche discutibili, obsolete o comunque controverse. Tra questi ci sono Gina Rippon, docente di neuroimaging presso l'Università di Aston; Adam Grant, psicologo presso l'Università della Pennsylvania; e Suzanne Sadedin, biologa evoluzionista.

### Leggi del lavoro e libertà di parola
Il 7 agosto 2017, prima di essere licenziato, Damore presentò un reclamo al National Labor Relations Board (case no. 32-CA-203891). Il reclamo è stato classificato come "8(a)(1) Coercive Statements (Threats, Promises of Benefits, etc.)". In seguito, Google ha dichiarato di non essere a conoscenza del reclamo al momento del licenziamento di Damore, sottolineando che sarebbe stato illegale licenziare un dipendente mentre è in corso una denuncia di questo tipo."
Damore ha ingaggiato l'avvocato civilista Harmeet Dhillon per intentare causa contro Google per il proprio licenziamento. Il 23 agosto 2017, Dhillon dichiarò di essere in contatto con alcuni dipendenti di Google "per raccogliere informazioni sulle condizioni di lavoro nell'azienda, in particolare per coloro le cui opinioni differiscono dalla politica ufficiale di Google."
Yuki Noguchi, reporter per NPR, osservò che il licenziamento di Damore ha sollevato interrogativi riguardo ai limiti della libertà di parola sul posto di lavoro. Sebbene il primo emendamento sulla libertà di parola normalmente non si applichi all'ambiente lavorativo, in quanto regola le azioni del governo e non dei privati, i datori di lavoro sono tenuti a proteggere i propri dipendenti da ambienti di lavoro ostili."

## Articoli citati nel memorandum
- Pubblicazioni scientifiche:
  -  Tim Groseclose e Jeffrey Milyo, A Measure of Media Bias, in The Quarterly Journal of Economics, vol. 120, n. 4, 2005,  pp. 1191-1237.
  -  Richard Lippa, Gender Differences in Personality and Interests: When, Where, and Why?, in Social and Personality Psychology Compass, vol. 4, n. 11, 2010,  pp. 1098-1110.
  -  David Schmitt, Anu Realo, Martin Voracek e Jüri Allik, Why Can’t a Man Be More Like a Woman? Sex Differences in Big Five Personality Traits Across 55 Cultures, in Journal of Personality and Social Psychology, vol. 94, n. 1, 2008,  pp. 168-182.
  -  Michael Wiederman e Elizabeth RiceAllgeier, Gender differences in mate selection criteria: Sociobiological or socioeconomic explanation?, in Ethology and Sociobiology, vol. 13, n. 2, 1992,  pp. 115-124.
  -  Jean-Claude Dreher, Simon Dunne, Agnieszka Pazderska, Thomas Frodl, John Nolan e John O’Dohertya, Testosterone causes both prosocial and antisocial status-enhancing behaviors in human males, in Proceedings of the National Academy of Sciences, vol. 113, n. 41, 2016.
  -  Catherine Hakim, Women, careers, and work-life preferences, in British Journal of Guidance & Counselling, vol. 34, n. 3, 2006.
  -  Paul Rozin, The Process of Moralization, in Psychological Science, vol. 10, n. 3, 1999,  pp. 218-221.
  -  Scott Lilienfeld, Microaggressions: Strong Claims, Inadequate Evidence, in Perspectives on Psychological Science, vol. 12, n. 1, 2017,  pp. 138-169.
- Libri:
  -  Warren Farrell, Why Men Earn More: The Startling Truth Behind the Pay Gap -- and What Women Can Do About It, Amazon, 2005, ISBN 0-8144-7210-9.
- Articoli giornalistici:
  -  Christina Hoff Sommers, The War Against Boys, in The Atlantic, Maggio 2000.
  -  Jonathan Haidt e Lee Jussim, Hard Truths About Race on Campus, in The Wallstreet Journal, 26 maggio 2016.
  -  John Tierney, The Real War on Science, in City Journal, Autunno 2016.
  -  Jon Haidt, Lee Jussim e Chris Martin, The Problem, in Heterodox Academy (archiviato dall'url originale il 31 luglio 2017).
  -  Maria Konnikova, Is Social Psychology Biased Against Republicans?, in The New Yorker, 30 ottobre 2014.
  -  Scott Barry Kaufman, The Personality of Political Correctness, in Scientific American, 20 novembre 2016. URL consultato il 7 novembre 2017 (archiviato dall'url originale il 27 settembre 2019).
  -  Lee Jussim, Liberal Privilege in Psychology, in Psychology Today, 26 settembre 2012.
  -  Kyle Smith, Conservative professors must fake being liberal or be punished on campus, in New York Post, 17 aprile 2016.
  -  Steve Bogira, Liberals, conservatives, and personality traits, in Chicago Reader, 18 agosto 2011. URL consultato il 7 novembre 2017 (archiviato dall'url originale il 22 agosto 2017).
  -  Paul Bloom, Against Empathy, in Boston Review, 10 settembre 2014.
  -  Jonathan Haidt e Greg Lukianoff, Why It's a Bad Idea to Tell Students Words Are Violence, in The Atlantic.
  -  Lee Jussim, Stereotype Accuracy is One of the Largest and Most Replicable Effects in All of Social Psychology, in 'Character & Context' the blog of the Society for Personality and Social Psychology, 16 febbraio 2016.
  -  Aaron Neil, Why It’s Time To Stop Worrying About First World ‘Gender Gaps’, in Quillette, 15 luglio 2017.